# Cod ATC A07
Codul ATC A07 Antidiareice, antiinflamatoare/antiinfecțioase intestinale este o parte a sistemului de clasificare anatomică, terapeutică și chimică a medicamentelor, un sistem dezvoltat de către Organizația Mondială a Sănătății (OMS) pentru clasificarea medicamentelor și a altor produse medicinale. Subgrupul A07 este o parte a grupului A Tract digestiv și metabolism.
Codurile pentru preparatele de uz veterinar sunt create prin alipirea literei Q în fața codului ATC corespunzător produsului pentru uz uman; de exemplu, QA07. Codurile ATCvet care nu au un cod ATC corespunzător produsului de uz uman sunt citate începând cu Q în lista următoare.

## A 07 A Antiinfecțioase intestinale

### A 07 AA Antibiotice
A 07 AA 01 Neomicină
A 07 AA 02 Nistatină
A 07 AA 03 Natamicină
A 07 AA 04 Streptomicină
A 07 AA 05 Polimixină B
A 07 AA 06 Paromomicină
A 07 AA 07 Amfotericină B
A 07 AA 08 Kanamicină
A 07 AA 09 Vancomicină
A 07 AA 10 Colistină
A 07 AA 11 Rifaximină
A 07 AA 12 Fidaxomicină
A 07 AA 51 Neomicină, combinații
A 07 AA 54 Streptomicină, combinații
QA07AA90 Dihidrostreptomicină
QA07AA91 Gentamicină
QA07AA92 Apramicină
QA07AA93 Bacitracină
QA07AA94 Enramicină
QA07AA95 Avilamicină
QA07AA96 Bambermicină
QA07AA98 Colistină, combinații cu alte antibacteriene
QA07AA99 Antibiotice, combinații

### A 07 ABSulfamide
A 07 AB 02 Ftalilsulfatiazol
A 07 AB 03 Sulfaguanidină
A 07 AB 04 Succinilsulfatiazol
QA07AB20 Sulfamide, combinații
QA07AB90 Formosulfatiazol
QA07AB92 Ftalilsulfatiazol, combinații
QA07AB99 Combinații

### A 07 AC Derivați de imidazol
A 07 AC 01 Miconazol

### A 07 AX Alte antiinfecțioase intestinale
A 07 AX 01 Broxichinolină
A 07 AX 02 Acetarsol
A 07 AX 03 Nifuroxazid
A 07 AX 04 Nifurzid
QA07AX90 Acid poli(2-propenal, 2-propenoic)
QA07AX91 Halchinol

## A 07 B Adsorbante intestinale

### A 07 BA Preparate pe bază decărbune
A 07 BA 01 Cărbune medicinal
A 07 BA 51 Cărbune medicinal, combinații

### A 07 BC Alte adsorbante intestinale
A 07 BC 01 Pectină
A 07 BC 02 Caolin
A 07 BC 03 Crospovidonă
A 07 BC 04 Atapulgit
A 07 BC 05 Diosmectită
A 07 BC 30 Combinații
A 07 BC 54 Atapulgit, combinații

## A 07 C Electroliți cu carbohidrați

### A 07 CA Săruri pentru rehidratare orală
Subgrupul A07CA este doar pentru clasificarea ATC a produselor de uz uman.
Săruri de rehidratare orală

### QA07CQ Săruri pentru rehidratare orală de uz veterinar
QA07CQ01 Electroliți orali
QA07CQ02 Electroliți orali și carbohidrați

## A 07 D Antipropulsive

### A 07 DA Antipropulsive
A 07 DA 01 Difenoxilat
A 07 DA 02 Opiu
A 07 DA 03 Loperamidă
A 07 DA 04 Difenoxină
A 07 DA 05 Oxid de loperamidă
A 07 DA 06 Eluxadolină
A 07 DA 52 Morfină, combinații
A 07 DA 53 Loperamidă, combinații

## A 07 E Antiinflamatoare intestinale

### A 07 EA Corticosteroizi cu acțiune locală
A 07 EA 01 Prednisolon
A 07 EA 02 Hidrocortizon
A 07 EA 03 Prednison
A 07 EA 04 Betametazonă
A 07 EA 05 Tixocortol
A 07 EA 06 Budesonid
A 07 EA 07 Beclometazonă

### A 07 EB Antialergice, exclusiv corticosteroizi
A 07 EB 01 Acid cromoglicic

### A 07 EC Acid aminosalicilic și agenți similari
A 07 EC 01 Sulfasalazină
A 07 EC 02 Mesalazină
A 07 EC 03 Olsalazină
A 07 EC 04 Balsalazidă

## A 07 F Microorganisme antidiareice

### A 07 FA Microorganisme antidiareice
A 07 FA 01 Organisme producătoare de acid lactic
A 07 FA 02 Saccharomyces boulardii
A 07 FA 51 Organisme producătoare de acid lactic, combinații
QA 07 FA 90 Probiotice

## A 07 X Alte antidiareice
A 07 XA 01 Tanat de albumină
A 07 XA 02 Ceratonia
A 07 XA 03 Compuși de calciu
A 07 XA 04 Racecadotril
A 07 XA 51 Tanat de albumină, combinații
QA07XA90 Salicilat bazic de aluminiu
QA07XA91 Oxid de zinc
QA07XA92 Edetat disodic de zinc
QA07XA99 Alte antidiareice, combinații